# Бакалинська сільська рада
Бакали́нська сільська рада (рос. Бакалинский сельский совет) — муніципальне утворення у складі Бакалинського району Башкортостану, Росія. Адміністративний центр — село Бакали.
Станом на 2002 рік існували Бакалинська сільська рада (село Бакали, селища Дома Інвалідів, Лісхоза, Плодосовхоза, присілок Нові Баликли) та Старокуяновська сільська рада (село Старокуяново, присілок Токбердіно).

## Населення
Населення — 12050 осіб (2019, 11605 у 2010, 11893 у 2002).

## Склад
До складу поселення входять такі населені пункти:
| Населений пункт       | Населення, осіб (2002) | Населення, осіб (2010) |
| --------------------- | ---------------------- | ---------------------- |
| Бакали, село          | 9514                   | 9568                   |
| Нові Баликли, село    | 569                    | 493                    |
| Плодоягодна, присілок | 202                    | 189                    |
| Сосновка, присілок    | 327                    | 254                    |
| Старокуяново, село    | 430                    | 379                    |
| Токбердіно, село      | 515                    | 426                    |
| Урман, присілок       | 336                    | 296                    |